# Едді Іган
Едвард Патрік Франциск Едді Іган (англ. Edward Patrick Francis "Eddie" Eagan нар. 26 квітня 1897 — 14 червня 1967) — американський боксер та бобслеїст, олімпійський чемпіон 1920 року з боксу, та 1932 року з бобслею.

## Аматорська кар'єра
Олімпійські ігри 1920
- 1/4 фіналу. Переміг Томаса Голдстока (Південно-Африканська Республіка)
- 1/2 фіналу. Переміг Гарольда Франкса (Велика Британія)
- Фінал. Переміг Сверре Сьорсдаля (Норвегія)

Олімпійські ігри 1924
- 1/8 фіналу. Програв Артуру Кліфтону (Велика Британія)